# Верпен
Верпе́н (фр. и валлон. Werpin) — деревня в Бельгии, входит в состав коммуны Отон провинции Люксембург во франкоязычном регионе Валлония. Расположена напротив реки Урт.

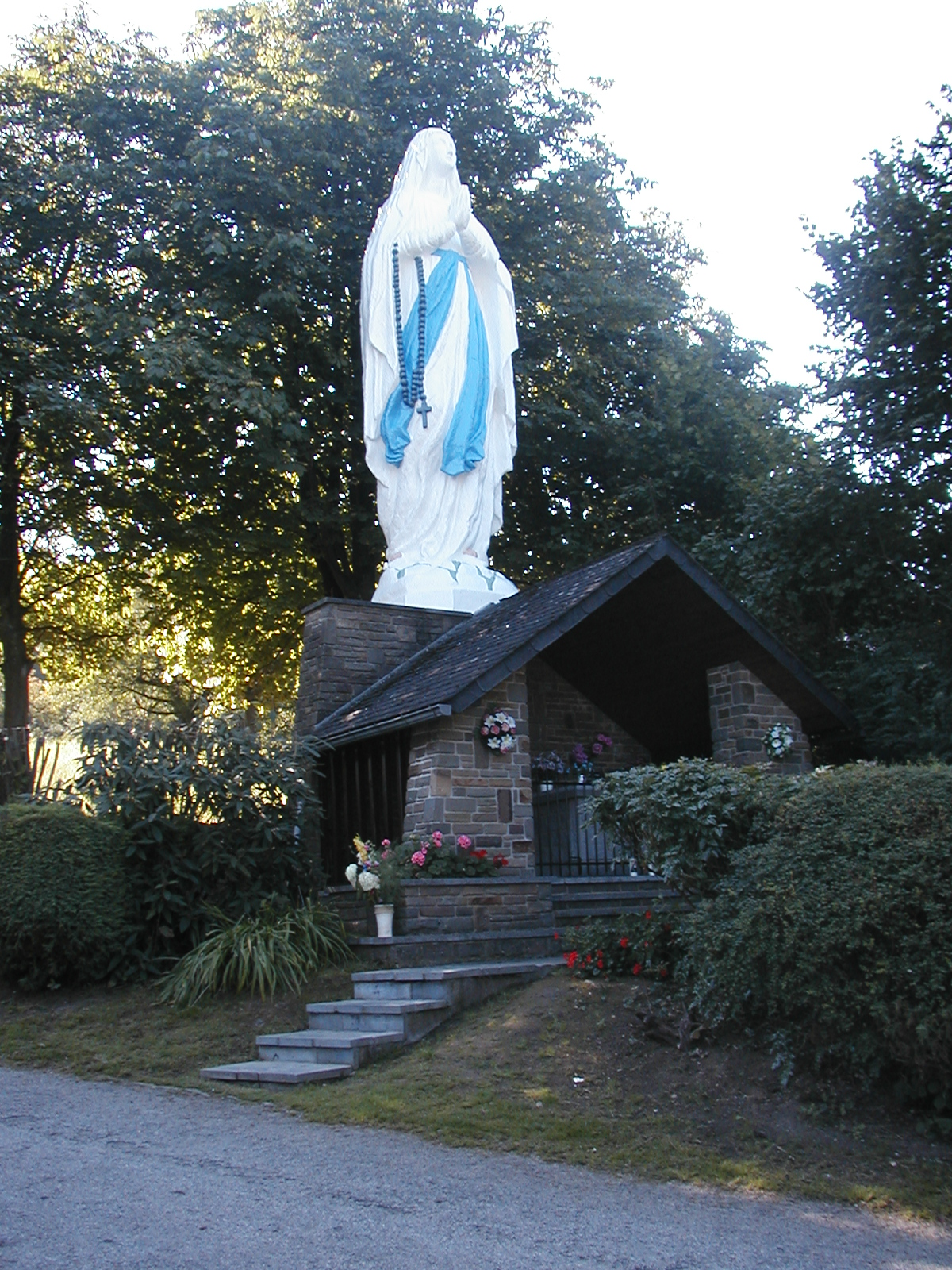
Верпенская Дева

Часть построек в Верпене сооружена из песчаника и известняка в конце XVIII — начале XIX века. Местная достопримечательность — Верпенская Дева, 11-метровая статуя Лурдской Богоматери, построенная в 1931 году и являющаяся объектом паломничества.
По данным официального сайта Верпена, численность населения деревни составляет 60 человек по состоянию на 2013(?) год.